# Cingula trifasciata
Cingula trifasciata är en snäckart som först beskrevs av J. Adams 1800.  Cingula trifasciata ingår i släktet Cingula, och familjen Rissoidae. Arten har ej påträffats i Sverige.

## Bildgalleri

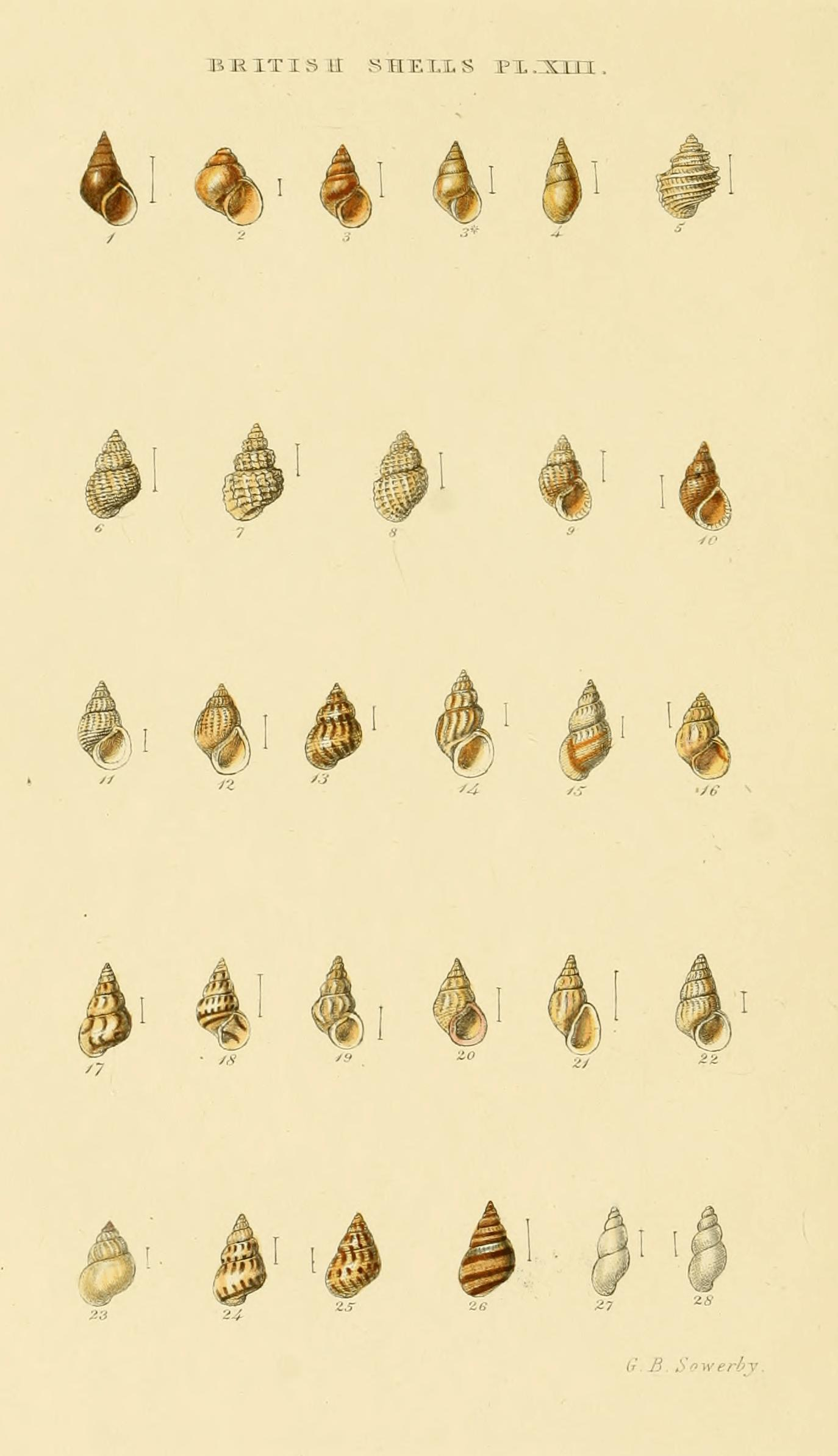